# Culex spathulatus
Culex spathulatus är en tvåvingeart som beskrevs av Oswaldo Paulo Forattini och Sallum 1987. Culex spathulatus ingår i släktet Culex och familjen stickmyggor. Inga underarter finns listade i Catalogue of Life.